# راسل استراینر
راسل استراینر (انگلیسی: Russell Streiner؛ زادهٔ ۶ فوریهٔ ۱۹۴۰) بازیگر سینما اهل ایالات متحده آمریکا است.
از فیلم‌ها یا برنامه‌های تلویزیونی که وی در آن نقش داشته‌است می‌توان به شب مردگان زنده اشاره کرد.